# Olivenza

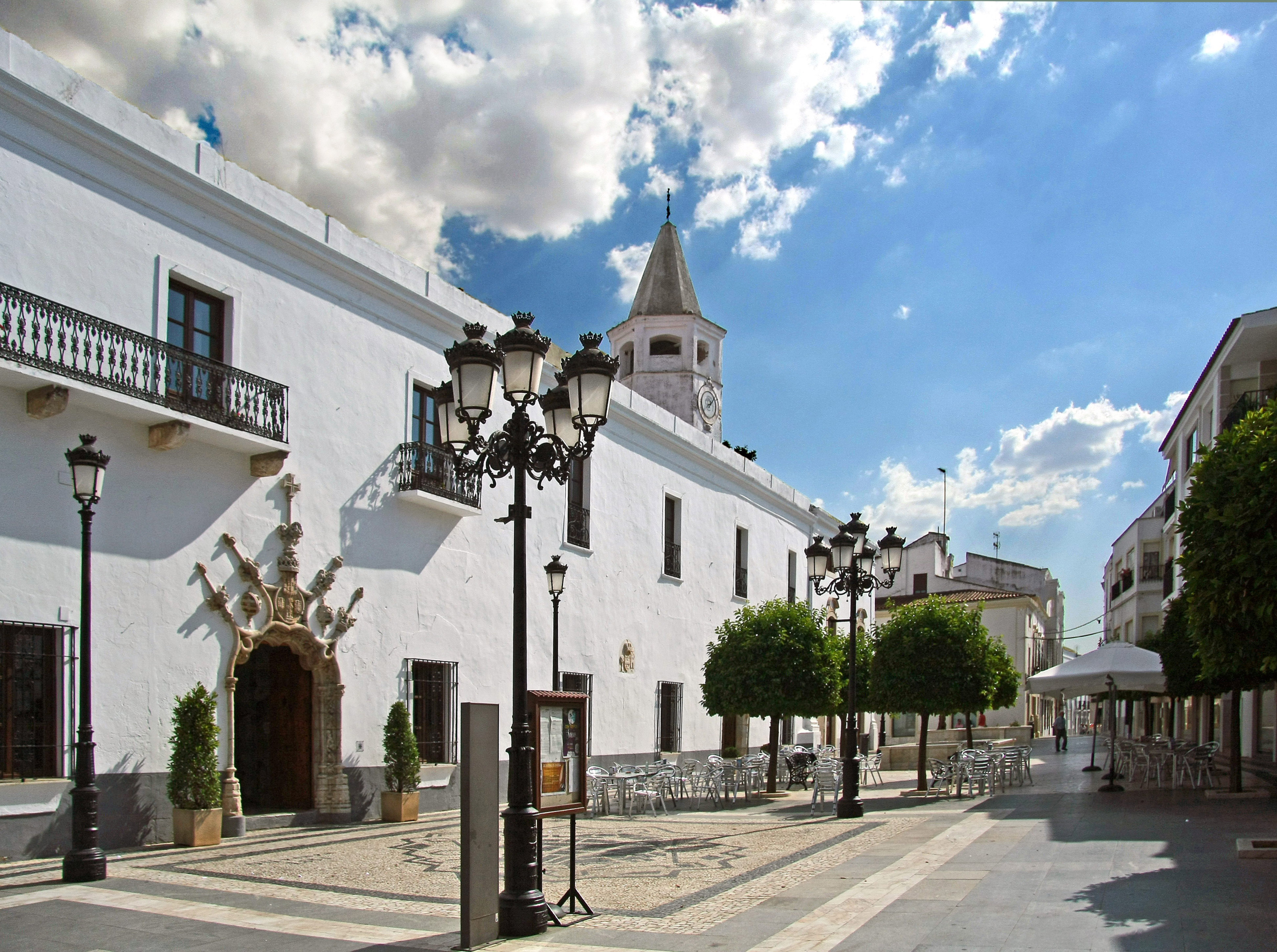
Rathaus im ehem. Palast der Herzöge von Cadaval

Olivenza (portugiesisch Olivença) ist eine südwestspanische Stadt und eine Gemeinde (municipio) mit 11.742 Einwohnern (Stand: 2024) in der Provinz Badajoz in der Autonomen Gemeinschaft Extremadura. Die Altstadt ist als Conjunto histórico-artístico eingestuft.

## Lage und Klima
Die etwa 280 m hoch gelegene Stadt Olivenza liegt am Río Guadiana nahe der Grenze zu Portugal ungefähr 27 km (Fahrtstrecke) südwestlich von Badajoz; die portugiesische Stadt Évora ist gut 100 km in westlicher Richtung entfernt. Das Klima ist überwiegend mild oder warm; Regen (ca. 450 mm/Jahr) fällt überwiegend im Winterhalbjahr.

## Bevölkerungsentwicklung
| Jahr      | 1857  | 1900  | 1950   | 2000   | 2021   |
| Einwohner | 7.498 | 9.066 | 13.834 | 10.709 | 11.871 |

Aufgrund der Mechanisierung der Landwirtschaft und der damit zusammenhängenden Aufgabe bäuerlicher Kleinbetriebe („Höfesterben“) in der zweiten Hälfte des 20. Jahrhunderts sank die Einwohnerzahl bis zur Jahrtausendwende deutlich, hat sich seitdem jedoch leicht erholt.

## Wirtschaft
Aufgrund ihrer etwas abseitigen Grenzlage konnte sich die Wirtschaft nie richtig entwickeln. Erst in den letzten Jahrzehnten des 20. Jahrhunderts ist der touristische Reiz der Stadt entdeckt worden, dennoch ist die Stadt hochverschuldet.

## Geschichte

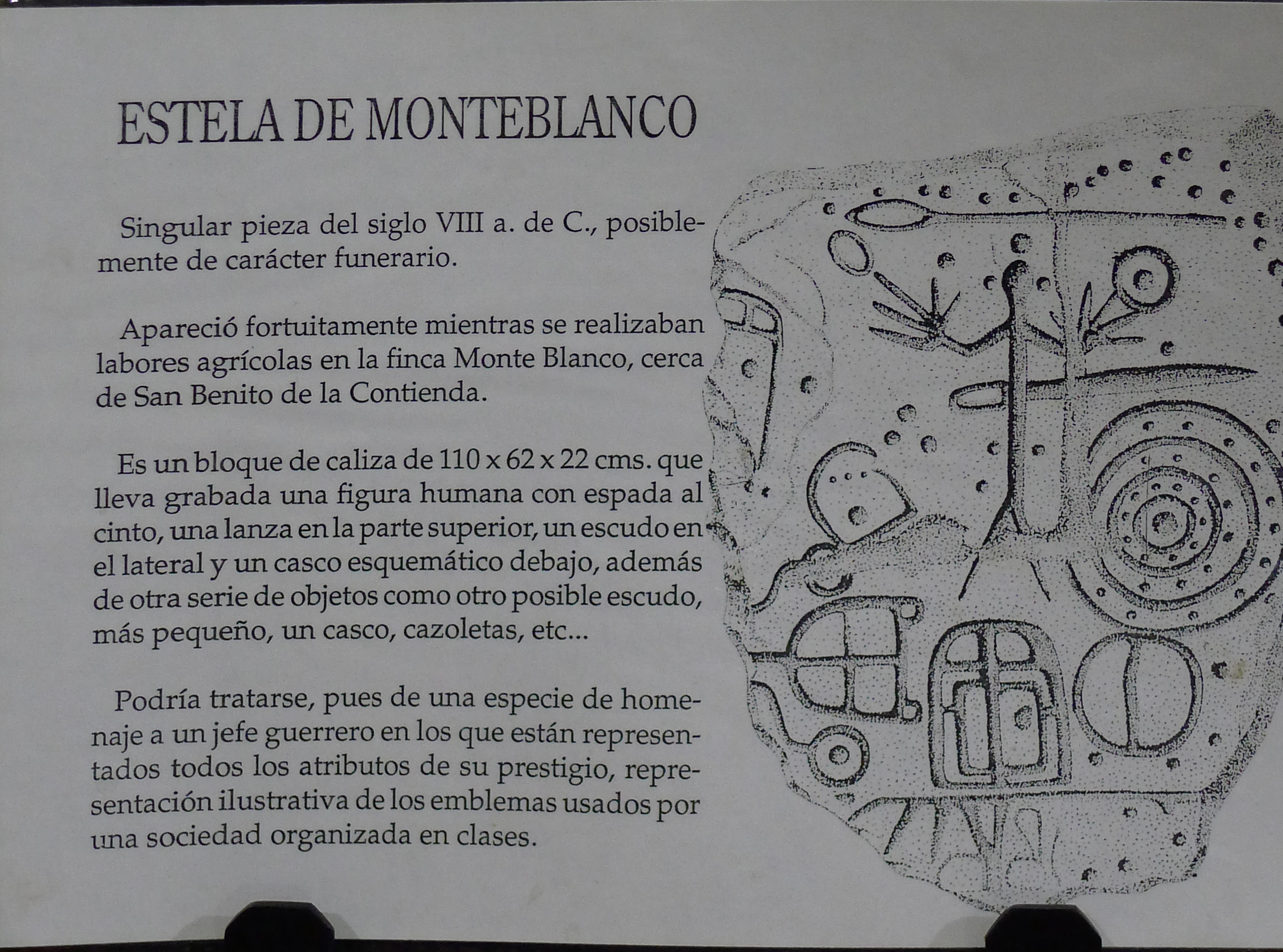
Estela de Monte Blanco

Diverse prähistorische Funde, darunter die „Estela de Monte Blanco“ wurden auf dem Gemeindegebiet gemacht – die bedeutendsten sind Felsmalereien und die Reste zweier Dolmen; einiges davon (auch Fotos) sind im Ethnografischen Museum der Stadt zu sehen. Auch Römer und Westgoten hinterließen Spuren (z. B. in Valdecebadar), wohingegen aus der Zeit der maurischen Dominanz nicht viel geblieben ist; dennoch gelten die Mauren als Gründer der ersten größeren Ansiedlung. Um das Jahr 1230 wurde die Gegend von den Truppen König Alfons IX. von León (reg. 1188–1230) mit Hilfe des Templerordens rückerobert (reconquista); dieser begann mit dem Bau der Burg (castillo). Sein Nachfolger Ferdinand III. (reg. 1230–1252) gilt als einer der bedeutendsten Herrscher Spaniens. Mit Dinis I. von Portugal (reg. 1279–1325) änderte sich das politische Gleichgewicht in der Region, denn er mischte sich in die kastilische Politik ein. Im Vertrag von Alcañices (1297) trat Kastilien Olivenza an das mächtiger gewordene Portugal ab. Im Folgejahr erhob Dinis Olivenza in den Rang einer Stadt (villa) und begann mit dem Bau einer Stadtmauer (muralla). Im Jahr 1488 wurde die Burg unter König João II. ausgebaut. Prägend für die Stadt war jedoch die Zeit König Manuels I. (reg. 1495–1521). Von 1580 bis 1640 waren Spanien und Portugal in Personalunion vereint; danach entbrannten neue Konflikte, doch im Frieden von Lissabon (1668) blieb der alte Status quo weitgehend bestehen.

## Hoheitsfrage

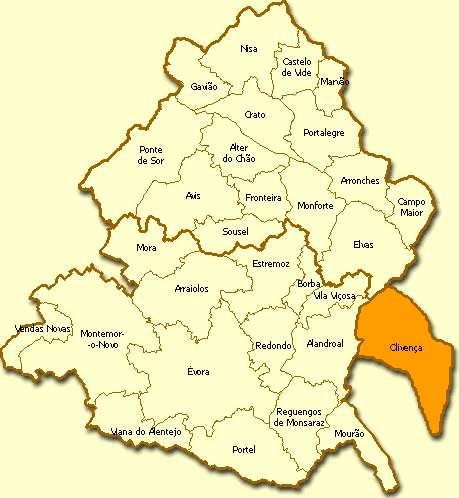
Olivença auf der Karte von Alto Alentejo und Alentejo Central (Portugal). Der farbige Bereich schließt die mittlerweile von Olivenza getrennte Gemeinde Táliga ein.

Bis ins Jahr 1801, als Portugal im Orangen-Krieg von spanischen Truppen besetzt wurde, stand das Gebiet um Olivenza unter portugiesischer Oberhoheit. Im selben Jahr wurde es im Frieden von Badajoz an Spanien abgetreten. Spaniens Standpunkt ist, dass dieser Vertrag noch immer gültig und Olivenza somit de jure spanisches Territorium sei.
Portugal reklamiert Olivenza in rechtlicher Hinsicht für sich, da der Vertrag durch den Bruch eines in ihm festgelegten Artikels durch Spanien ungültig geworden sei. Dies sei eingetreten, als Spanien im Jahr 1807 während der Napoleonischen Kriege Portugal angegriffen habe. Weiterhin führt Portugal Artikel 105 des Wiener Kongresses von 1815 ins Feld, den Spanien 1817 unterzeichnet hatte. Dort steht, dass die Siegermächte „danach streben, mit mächtigstem versöhnlichem Bemühen Olivenza wieder unter portugiesische Hoheit zu stellen“. Sprich, die Grenzen zwischen beiden Ländern in der Gegend um Olivenza sollten wie 1297 im Vertrag von Alcañices festgelegt verlaufen. Spanien interpretiert den Artikel 105 als nicht zwingend bezüglich der Rückgabe Olivenzas an Portugal, also sei der Friede von Badajoz weiterhin maßgebend.
Portugal hat nach dem Wiener Kongress nie förmlich Anspruch auf Olivenza erhoben, allerdings auch niemals die spanischen Ansprüche anerkannt. Der Guia de Portugal, herausgegeben in den 1920er Jahren unter der Ägide des republikanischen Publizisten Raul Proença, bezeichnet das Dorf als „heute zu Spanien gehörend, aber portugiesische Erde durch seine Geschichte“.
Trotz der offensichtlichen Widersprüche im internationalen Hoheitsrecht über die sogenannte „Olivenza-Frage“ verursacht das Thema keine wesentlichen Spannungen zwischen den beiden iberischen Staaten. Dem jährlichen Bericht des US-amerikanischen Nachrichtendienstes CIA über friedliche Hoheitsdispute 2003 widersprach das portugiesische Außenministerium mit der Erklärung, der Rechtsstreit befinde sich seit dem Wiener Kongress von 1815 „eingefroren“ und es gebe kein nennenswertes Interesse der beiden Regierungen, den Status quo zu ändern.
Die Frage ist für die Zusammenarbeit und das Leben der Bewohner in Extremadura und Alentejo nicht alltagsrelevant. Wie in den anderen, meist bevölkerungs- und strukturschwachen luso-spanischen Grenzgebieten ist unbürokratische gemeinsame, grenzübergreifende Zusammenarbeit der Kommunalpolitik und übrigen Behörden gängig und eine sehr gut funktionierende Verwaltungspraxis. Olivenza und die Nachbarbezirke auf spanischer Seite La Codosera, Alburquerque und Badajoz sowie auf portugiesischer Seite Arronches, Campo Maior, Estremoz, Portalegre und Elvas einigten sich 2008 auf die Gründung einer zukünftigen öffentlich-rechtlichen kommunalen Europaregion ExtremAlentejo. Es herrscht öffentlicher Druck von Seiten der örtlichen Gemeinden, Regionen und Verbände auf die jeweils übergeordnete Nationalpolitik, hierfür möglichst zügig Steuermittel verfügbar zu machen.
Es gibt keine Untersuchungen unter der Bevölkerung Olivenzas bezüglich ihrer Meinung zu dieser Angelegenheit, wenngleich die offizielle Internetpräsenz der Gemeinde die Ansprüche Portugals strikt ablehnt. Der spanischen Öffentlichkeit ist der portugiesische Anspruch auf Olivenza weitgehend unbekannt – ganz im Gegensatz zum spanischen Anspruch auf Gibraltar oder Marokkos Anspruch auf Ceuta, Melilla und die Plazas de soberanía.
Andererseits stieg das Bewusstsein in Portugal bezüglich des Anspruches infolge der Öffentlichkeitsarbeit von Interessengruppen an.

## Sehenswürdigkeiten

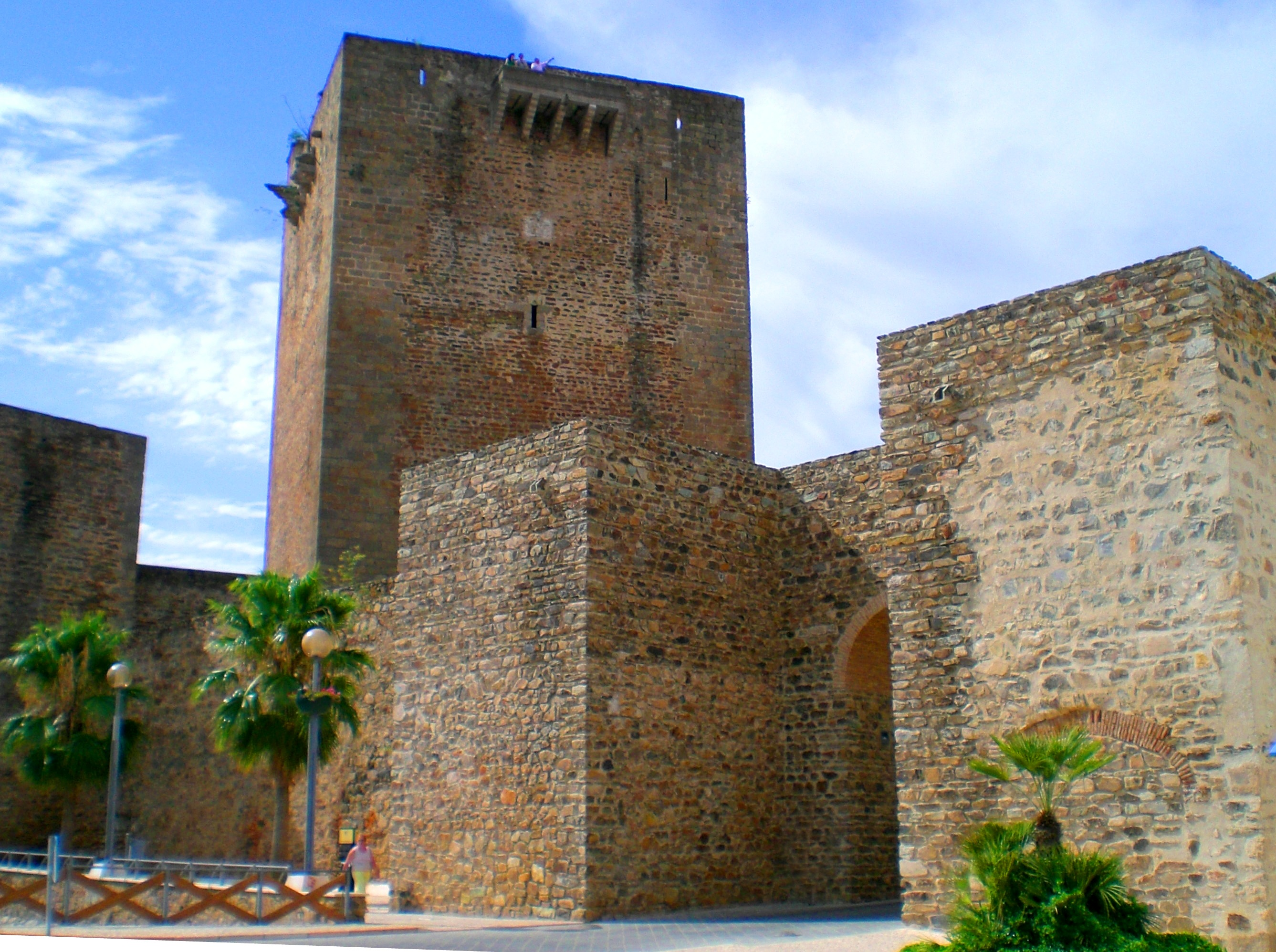
Bergfried der Burg (torre del homenaje) und Stadttor

- Von der ehemaligen Stadtmauer blieben Teile erhalten; vor allem stehen noch der ca. 37 m hohe Bergfried (torre del homenaje) der Burg und zwei Stadttore in der Nähe der Burg (Puerta de San Sebastián und Puerta de Alconchel).[15]
- In der Burg befindet sich das Museo Etnográfico González Santana, welches zahlreiche Objekte der Stadtgeschichte und des landwirtschaftlichen Lebens präsentiert.
- Das gesamte Stadtbild – mit Ausnahme der mittelalterlichen Burg- und Stadtmauern – ist geprägt von weiß getünchten Kirchen und Häusern. Die Plätze sind mit schwarz-weißen Ornamenten im portugiesischen Stil gepflastert.
- Die dreischiffige Iglesia de Santa María del Castillo entstand im 16. Jahrhundert – allerdings auf älteren Fundamenten; sie ist stilistisch eher konservativ gestaltet („Hallenkirche“). Der Altarretabel (retablo) der Evangelienseite beinhaltet jedoch eine überaus eindrucksvolle, ca. 10 m hohe und großartig gestaltete Darstellung der Wurzel Jesse, die in einer Figur der strahlenumkränzten Gottesmutter mit dem Jesusknaben endet.[16]
- Die Iglesia de Santa María Magdalena ist von außen eher unscheinbar; innen jedoch zeigt sie deutliche Anklänge an den manchmal exotisch anmutenden Manuelinischen Stil der Zeit um 1500.[17]
- Ein Portal des im ehemaligen Palast der Herzöge von Cadaval untergebrachten Rathauses zeigt zwei der typischen Elemente des Manuelinischen Stils – die Armillarsphären.[18]

Umgebung
- Ca. 10 km nordwestlich der Stadt (38° 46′ 34″ N, 7° 10′ 14″ W) quert eine 453 m lange und 5 m breite Brücke (Puente de Ayuda) den Fluss Guadiana. Sie wurde unter König Manuel I. im Jahr 1510 etwa auf halbem Weg zwischen den Städten Elvas und Olivenza erbaut, aber während des Spanischen Erbfolgekriegs (1709) teilweise zerstört.[19]

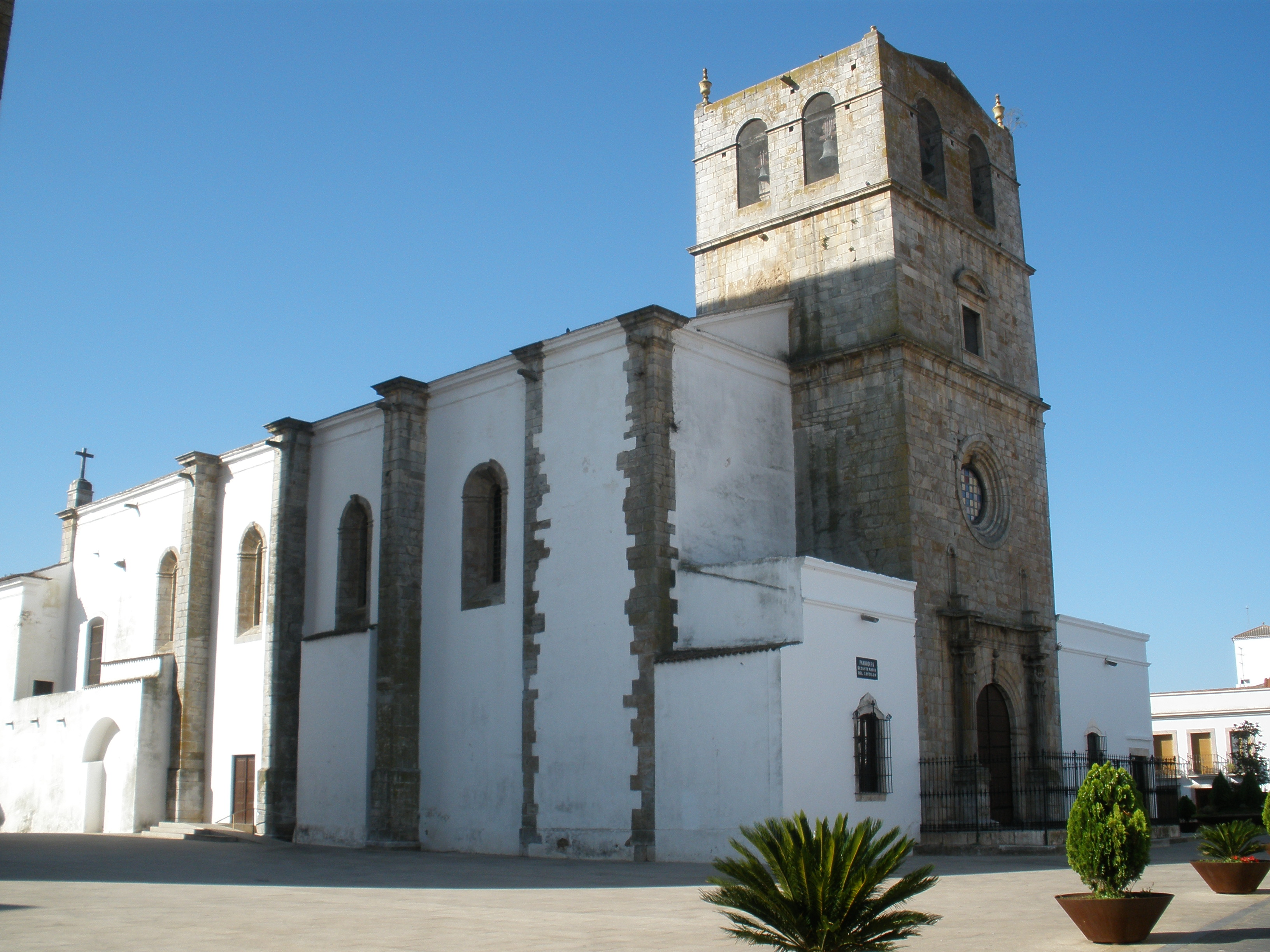
Iglesia de Santa María del Castillo
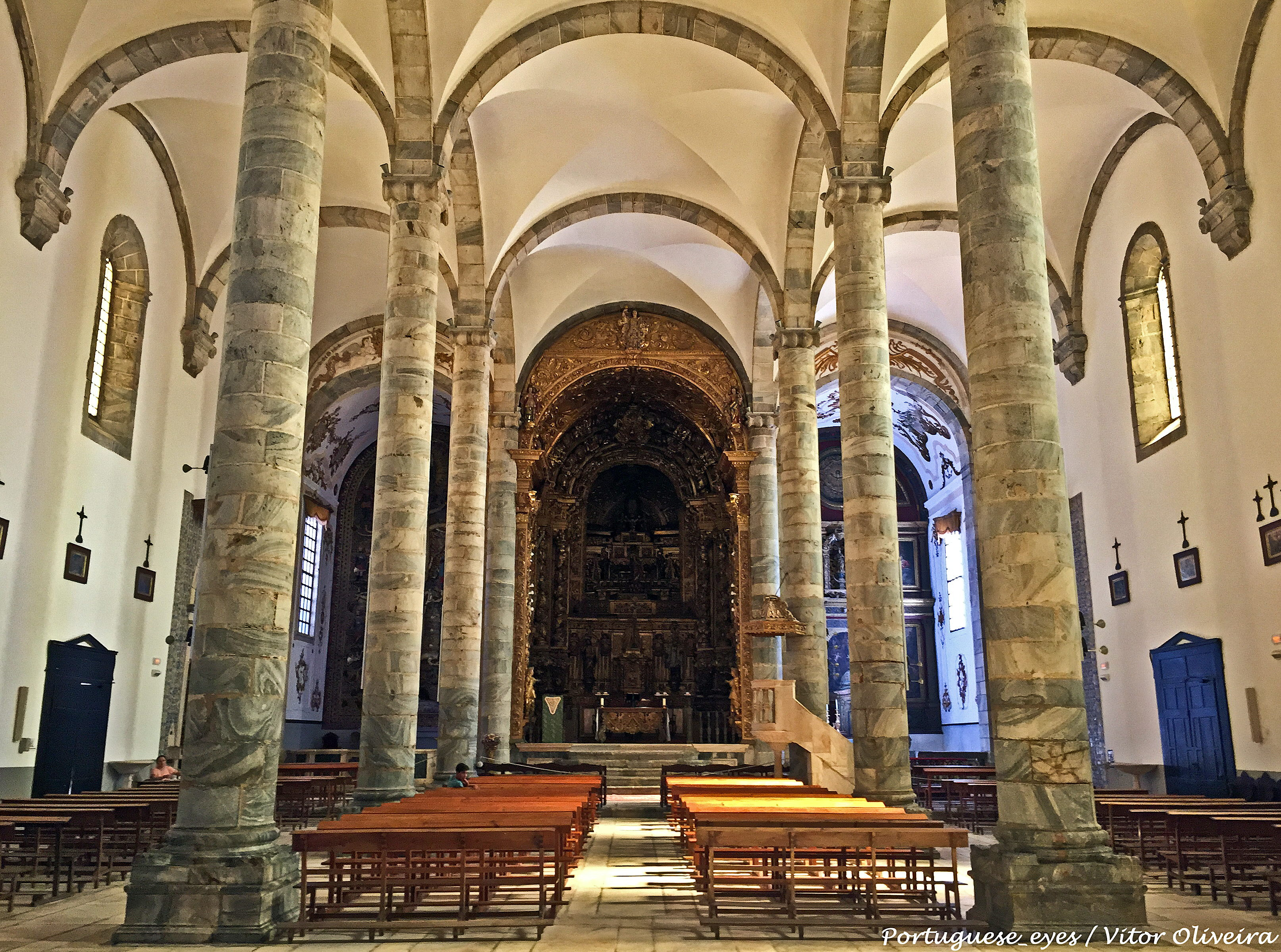
dto., Inneres
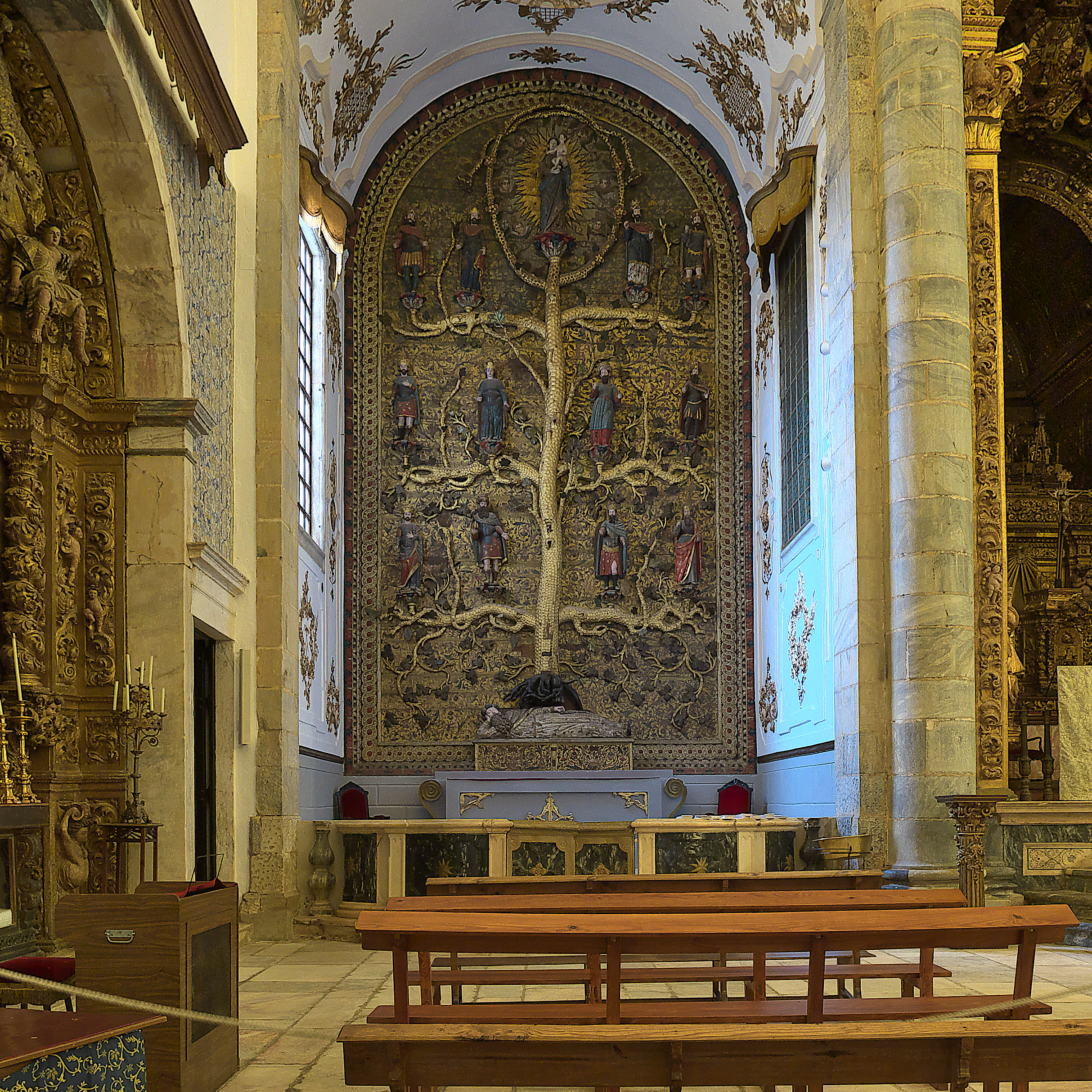
Wurzel Jesse
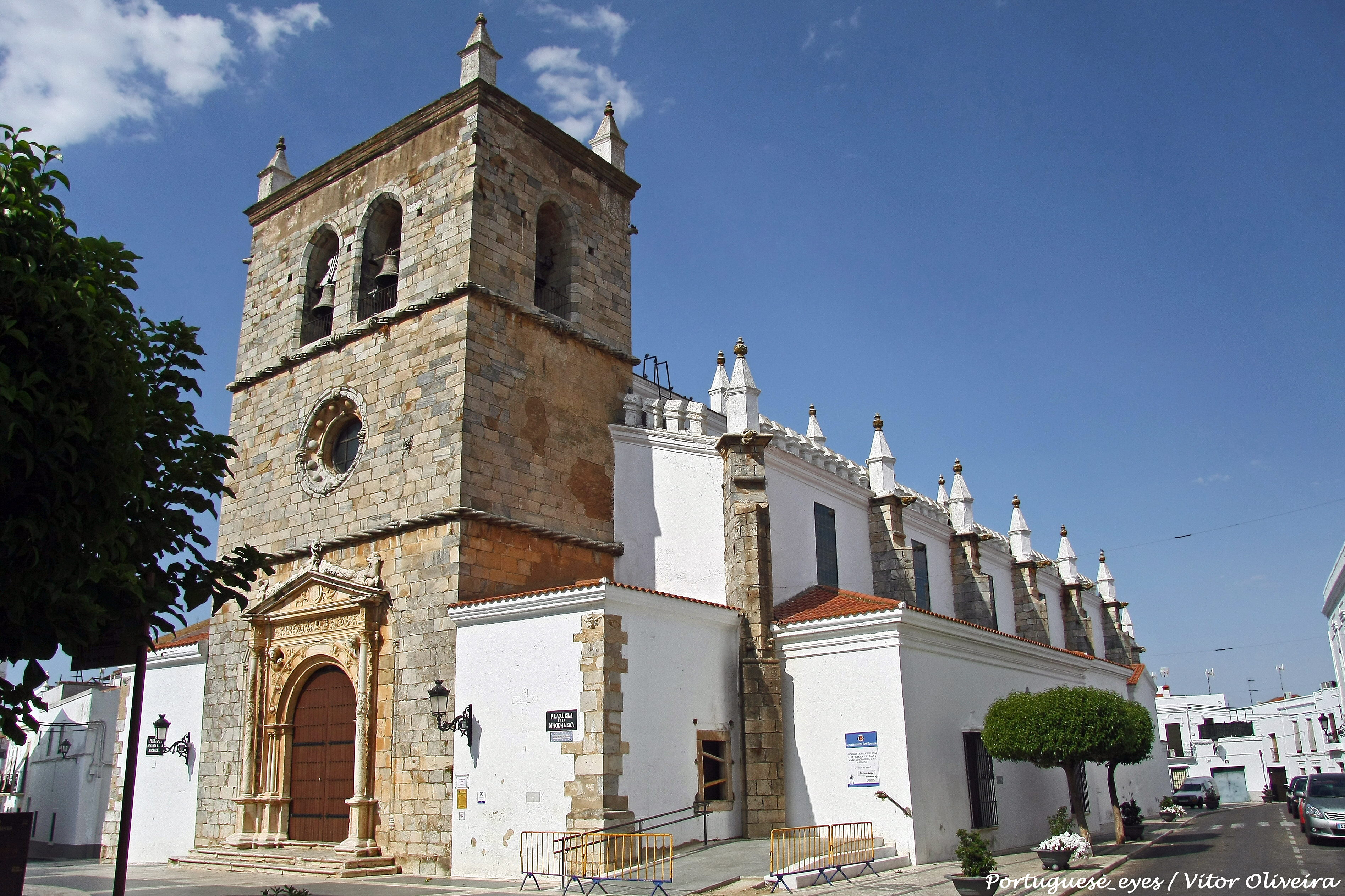
Iglesia de Santa María Magdalena
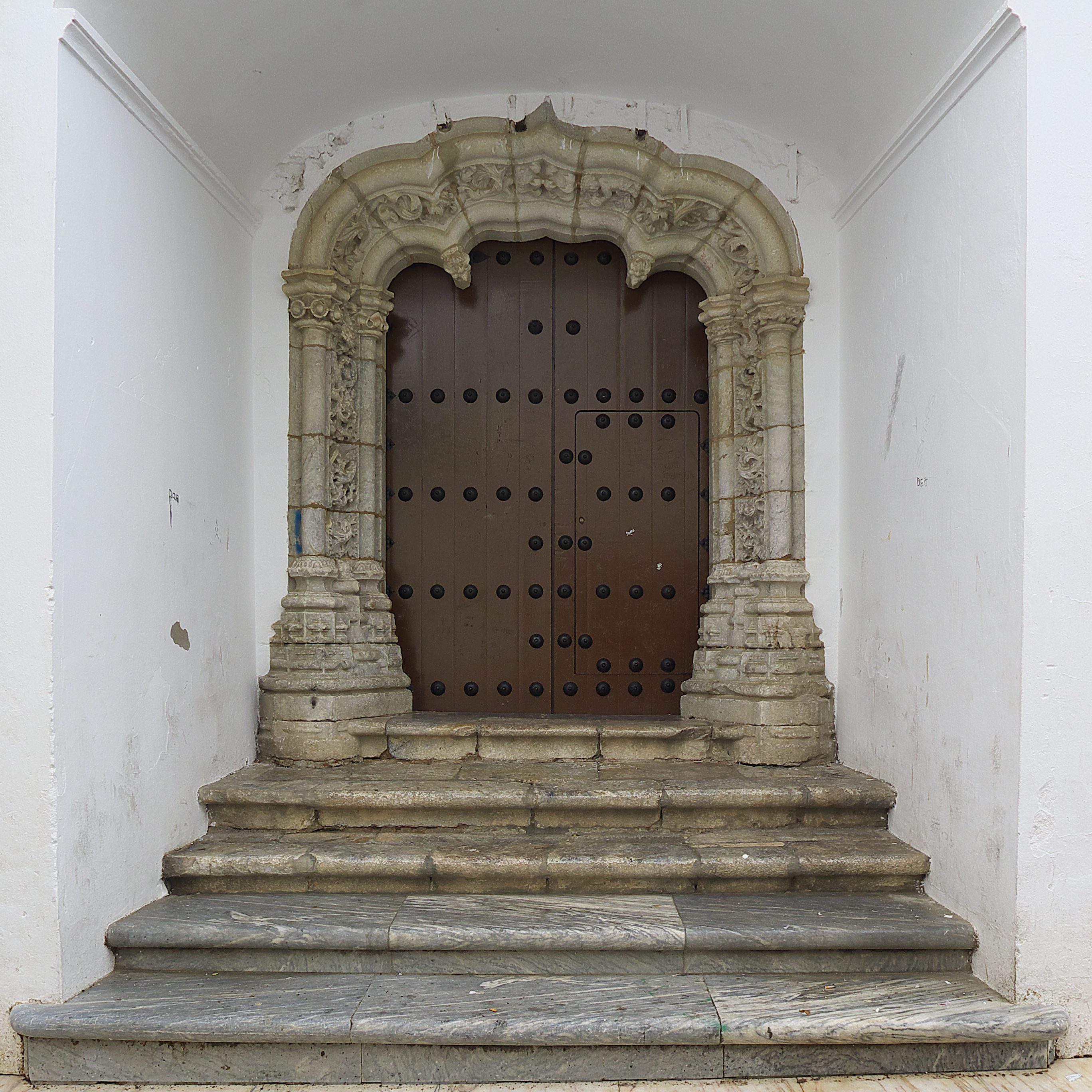
dto., Portal
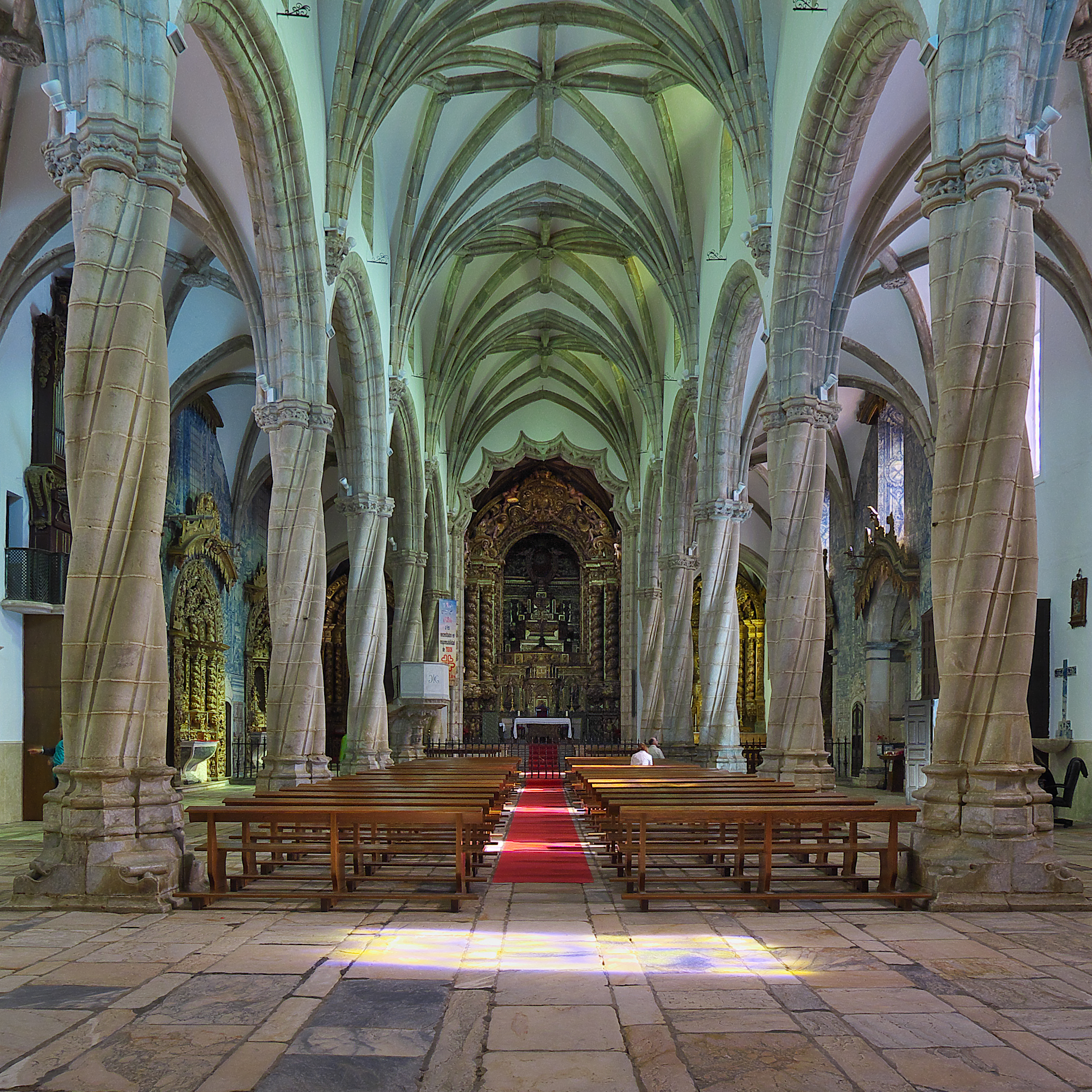
Inneres der Kirche Santa María Magdalena

## Söhne und Töchter der Stadt
- Pedro da Fonseca († 1422), portugiesischer Kardinal
- Paulo da Gama (1465–1499), portugiesischer Seefahrer, Bruder von Vasco da Gama
- Vicente Lusitano († nach 1561), portugiesischer Komponist und Musiktheoretiker der Renaissance
- Tomás Romero de Castilla (1833–1910), Theologe, Gründer des Archäologischen Museums von Badajoz
- Ventura Ledesma Abrantes (1883–1956), Gründer des portugiesischen Vereins Grupo dos Amigos de Olivença (dt.: Freundeskreis Olivenza)
- Guillermo Fernández Vara (* 1958), spanischer Politiker
- Jesús Carrasco Jaramillo (* 1972), spanischer Schriftsteller
- Jesús Perera (* 1980), spanischer Fußballspieler

Der portugiesische Ordensgeistliche und Missionar Henrique de Coimbra starb 1532 hier.